# Distichium
Distichium (Zweizeilmoose) ist eine Gattung von Laubmoosen aus der Familie Ditrichaceae.

## Merkmale
Kennzeichnend und namengebend für die Moose dieser Gattung sind die streng zweizeilig beblätterten Stämmchen mit lang pfriemenförmig ausgezogenen Blättern. Sie bilden dichte, weiche Rasen und wachsen gewöhnlich auf Felsen und Gestein.
Die Stämmchen sind gabelig verzweigt. Der Stämmchenquerschnitt ist oval und weist einen Zentralstrang auf. Die Blätter sind aus einer scheidigen, teilweise weißlichen und dem Stämmchen anliegenden Basis ziemlich plötzlich in die lange Pfriemenspitze verschmälert. Die Blattrippe füllt den Pfriementeil fast zur Gänze aus. Die Laminazellen sind am Blattgrund linealisch und glatt, an der Blattschulter verkürzt und nach oben hin quadratisch bis rechteckig.
Die Arten sind meist diözisch. Die verlängerte Seta trägt eine glatte Sporenkapsel mit stark perforierten oder unregelmäßig geteilten Peristomzähnen und kegeligem Deckel. Die Kalyptra ist kappenförmig.

## Systematik
Zu der kosmopolitisch verbreiteten Gattung werden weltweit 14 Arten gerechnet. In Deutschland, Österreich und der Schweiz kommen 2 Arten vor:
- Distichium capillaceum
- Distichium inclinatum